# Wilhelm Grimm (politicus)
Wilhelm Grimm (31 december 1889, Hof - 21 juli 1944, Coswig) was een Duitse SS-Gruppenführer en Reichsleiter (Rijksleider). Hij was ook parlementslid voor de NSDAP in de Rijksdag.

## Leven
Wilhelm Grimm werd geboren op 31 december 1889. Hij ging naar de basisschool en het voortgezet onderwijs. Van 1906 tot 1909 zat hij op de onderofficiersschool in Fürstenfeldbruck. Daarna was hij adjunct-assistent bij een administratieve afdeling in Ansbach. Grim nam als Unteroffizier in het Deutsches Heer deel aan de Eerste Wereldoorlog, en werd op 31 oktober 1919 bevorderd tot Leutnant. Hij werd kort daarop ontslagen uit de militaire dienst. Hij vond weer werk als hoofdsecretaris bij een afdeling voor sociale aangelegenheden, en werd in 1927 tot adjunct-assistent bevorderd. Hij was in Ansbach propagandistisch en organisatorisch actief voor het Deutschvölkischer Schutz- und Trutzbund in het gebied van Midden-Franken.
In 1920 werd hij lid van de antisemitische Deutschsozialistische Partei, waar ook Julius Streicher lid van was. Deze partij sloot zich in 1922 bij de NSDAP aan, en Grimm werd meteen Ortsgruppenleiter in Ansbach. In 1927 werd hij Kreisleiter in Ansbach. Van 3 november 1928 tot 1929 was hij gouwleider van Midden-Franken. Daarna was hij vanaf 1929 als plaatsvervangend gouwleider van Franken actief. Vanaf 1928 zat hij voor de NSDAP in de Beierse parlement, vanaf 1933 was hij ook parlementslid in de Rijksdag.
Vanaf januari 1932 was Grimm bijzitter in het onderzoeks- en arbitragecommissie van het Oberstes Parteigericht der NSDAP, een commissie die de interne partijgeschillen regelt. Vanaf juni 1932 was Grimm vice-voorzitter van het Oberstes Parteigericht der NSDAP, en voorzitter van de 2e kamer van het Oberstes Parteigericht der NSDAP. Hij was ook een van de 18 Reichsleiter van de NSDAP.
Op 16 oktober 1933 werd Grimm lid van de SS en kreeg de rang van een SS-Oberführer. Op 27 januari 1934 werd hij tot Ehrenführer in de rang van SS-Gruppenführer bevorderd.

## Dood
Wilhelm Grimm kwam tijdens een auto-ongeluk om het leven. Hij werd vijf dagen later begraven in Schliersee. Tijdens de begrafenis werd er een toespraak gehouden door SS-Gruppenführer en Generalleutnant der Waffen-SS Dr.-Ing. Hans Kammler. Grimm is begraven in Schliersee, Beieren.

## Familie
Grimm trouwde op 12 juli 1916 met Eugenie Buheitel, het echtpaar kreeg één zoon.

## Carrière
Grimm bekleedde verschillende rangen in zowel het Beiers leger als Allgemeine-SS. De volgende tabel laat zien dat de bevorderingen niet synchroon liepen.
| Datum                                     | Beierse leger               | Ansbach/München          | NSDAP                               | Allgemeine-SS    | Politie                       | Heer                       |
| ----------------------------------------- | --------------------------- | ------------------------ | ----------------------------------- | ---------------- | ----------------------------- | -------------------------- |
| 1909                                      | Unteroffizier               | —                        | —                                   | —                | —                             | —                          |
| 1917                                      | —                           | Bezirksfeldwebel         | —                                   | —                | —                             | —                          |
| 31 oktober 1919                           | Charakter als Leutnant a.D. | —                        | —                                   | —                | —                             | —                          |
| 1 april 1920                              | —                           | Oberverwaltungssekretär  | —                                   | —                | —                             | —                          |
| 1922                                      | —                           | —                        | Ortsgruppenführer/Ortsgruppenleiter | —                | —                             | —                          |
| 1926                                      | —                           | —                        | Kreisleiter                         | —                | —                             | —                          |
| 1 april 1927                              | —                           | Verwaltungsinspektor     | —                                   | —                | —                             | —                          |
| 1 oktober 1928                            | —                           | —                        | Gauleiter der NSDAP                 | —                | —                             | —                          |
| Juni 1932                                 | —                           | —                        | Reichsamtsleiter der NSDAP          | —                | —                             | —                          |
| 16 oktober 1933                           | —                           | —                        | —                                   | SS-Oberführer    | —                             | —                          |
| 24 december 1933                          | —                           | —                        | —                                   | SS-Brigadeführer | —                             | —                          |
| 27 januari 1934                           | —                           | —                        | —                                   | SS-Gruppenführer | —                             | —                          |
| Februari 1934                             | —                           | Verwaltungsoberinspektor | —                                   | —                | —                             | —                          |
| 5 september 1935                          | —                           | —                        | Reichsleiter der NSDAP              | —                | —                             | —                          |
| 1941                                      | —                           | —                        | Reichsleiter z.D.                   | —                | —                             | —                          |
| 1 augustus 1942 - augustus 1941           | —                           | —                        | —                                   | —                | —                             | Hauptmann der Reserve z.V. |
| 21 juli 1944 (met ingang van 1 juli 1944) | —                           | —                        | —                                   | —                | Generalleutnant in de politie | —                          |

## Lidmaatschapsnummers
- NSDAP-nr.: 10 134[13] (lid geworden 1922, opnieuw lid geworden 27 februari 1925)[8][9][6]
- SS-nr.: 199 823[13] (lid geworden 16 oktober 1933)[8][9][6]

## Onderscheidingen
Selectie:
- IJzeren Kruis 1939, 1e Klasse (8 februari 1943[15][6])
- IJzeren Kruis 1914, 2e Klasse[14][8][9][6]
- Prinzregent Luitpold-Medaille[8][9][6]
- Medaille voor Militaire Verdienste, 2e Klasse met Kroon en Zwaarden[8][9]
- Dienstauszeichnung II. Klasse[8][9][6]
- Gouden Ereteken van de NSDAP[14][8][6] (nr.10134)[16]
- Dienstonderscheiding van de NSDAP, 3e Klasse (goud)[8][6]
- Julleuchter der SS op 16 december 1935[6][3]

- Gemeinsame Normdatei: 116854375
- Virtual International Authority File: 47524230